# Граница (област Кюстендил)
Вижте пояснителната страница за други значения на Граница.
Грани́ца е село в Западна България. Намира се в община Кюстендил, област Кюстендил.

## География
Село Граница се намира в Западна България, югоизточно от град Кюстендил. Селото е разположено в полите на Брезовски рид, в източния дял на Осоговската планина, в хълмистия дял на Кюстендилската котловина. Почти през средата му го пресича Сараовския дол, който на север продължава към село Багренци и в който тече маловоден поток, който през лятото и есента почти пресъхва. Разстоянието до гр. Кюстендил е 5.423 км.
Крупно село, включващо родовете Шукерови, Хранови, Джоневи, Горчовски, Якимови, Ефендийски, Антови, потомци на синовете от болярина Яков.
Климат: умерен, преходно-континентален.
През годините селото принадлежи към следните административно-териториални единици: Община Граница (1878 – 1978), Община Кюстендил (от 1978 г.). 

## Население
| Година    | 1866 | 1880 | 1887 | 1892 | 1900 | 1905 | 1910 | 1920 | 1926 | 1934 | 1946 | 1956 | 1965 | 1975 | 1984 | 2009 |
| Население | 616  | 940  | 1012 | 1026 | 1236 | 1335 | 1394 | 1419 | 1510 | 1570 | 1499 | 1272 | 1091 | 1078 | 919  | 559  |

## Етимология
Умленски, подкрепен и от Чолева, извежда името от диалектната дума грани́ца – вид разклонен дъб. В популярния си смисъл името бележи граничната межда между владенията на възстановената от Асеневци българска държава и тези на Византия, а впоследствие между търновските и онези западните – на Неманичите.

## История
Граница възниква като селище през Средновековието.
През първата четвърт на XV век Велбъжд окончателно попада под османска власт, след като румелийският бейлербег Турхан паша събаря крепостта му. В града пристигат като заселници около 60 семейства от гр.Кония, Мала Азия, а след тях и още много други из краищата на новата империя. Според възрожденската историографска традиция, част от местното българско население на селото и околността било насила помохаеданчено, друга част която отказала да приеме новата вяра била избита, а трета се спасила с бягство в околните планински села. Местния болярин и бъдещ крупнишки епископ Яков заедно със семейството си намерил пристан в Грани́ца. Яков станал свещеник, а след като овдовял, приел монашество станал епископ на Крупник, южно от днешния гр. Благоевград. Той имал трима синове – Йоасаф, Давид и Теофан, които след като овдовели, също последвали примера на баща си. Тримата братя първоначално се установили в малкия манастир „Свети Лука“, над село Грани́ца, а впоследствие възстановили и обновили и запустелия и ограбен Рилски манастир (1453 г. – 1466 г.). Впоследствие по тяхна инициатива през 1469 г. в манастира били върнати от късносредновековната българска столица Търново мощите на Иван Рилски.
Името на село Граница се среща в османски регистър от 1576 г. под името Граниче, а първото споменаване на селото е в повестта на Владислав Граматик от 1448 г. за обновлението на Рилския манастир. В средата на XIX век по-голямата част от землището на селото била включена в богати чифлици. Чифликсайбии били кюстендилските турци Лиман ага, Даут бег и евреина Сари Бохор.
След Освобождението започва бързо стопанско развитие. В края на XIX век селото има 12 117 декара землище, от които 5586 дка ниви, 3833 дка гори, 63 дка естествени ливади, 2277 дка лозя, 329 дка овощни и зеленчукови градини с 813 овце, 249 кози, 389 говеда и 143 коня. Основен поминък на местните селяни били земеделието (лозя, овощия, тютюн, зърнопроизводство) и животновъдството. Развиват се домашните занаяти. В селото имало мелница, сарачница, шивачница, коларо-железари.
На 08 ноември 1910 г. е основано земеделско спестовно заемно дружество „Свети Симеон“ (ДВ, ХХХІІІ, 16 март 1911 г., бр.58, с.39), което през 1922 г. е преобразувано в кредитна кооперация „Трети март“. През същата тази 1910 г. е построено училището, а през 1920 г. се създава и читалище „Просвета“. При избухването на Балканската война 5 души от Граница са доброволци в Македоно-одринското опълчение.
Селото е водоснабдено през 1934 г. и електрифицирано през 1941 г. През 1948 г. е ообразувана лозаро-винарска кооперация „Памид“. През 1948 г. също е учредено ТКЗС „Харалампи Аничкин“, което от 1979 г. е включено в състава на АПК „Осогово“ – град Кюстендил. Изграждат се микроязовир, тютюносушилни, кравеферма, складова база в стопанския двор, тракторен стан и ремонтна работилница за автотранспортния парк.
През 1959 г. в селото е открита пощенска станция. Построени са нов читалищен дом (1968 г.), здравна служба със стоматологичен кабинет, детски ясли и детска градина (1973 г.), административни сгради, кооперативен дом.
До днес селото има редовна автобусна връзка с град Кюстендил.
В началото на XXI век в резултат на промените в страната след 1989 г. и засилената миграция населението на селото намалява почти наполовина. Перспективите за развитие на селото са свързани с възраждането на лозарството и винопроизводството, отглеждането на овощия и развитието на селски, културен и църковен туризъм.

## Исторически, културни и природни забележителности
- Възрожденска църква „Свети Илия“. Църквата се намира в центъра на селото. Представлява трикорабна, триапсидна псевдобазилика със странични декаративни псевдоконхи. Построена е през 1856 – 1857 г. от майстор Миленко от с.Блатешница, Радомирско. Църквата е ценен исторически паметник от епохата на Възраждането. Изградена е от дялан ломен камък и червени тухли. Нуждае се от спешни възстановителни работи.
- Границка къща. Жилищна отбранителна кула в центъра на селото. Реставрирана през 1979 г. Понастоящем е ограбена, нуждае се от спешни възстановителни работи. Половината от дворното място е реституирано.
- Архитектурен паметник-пирамида на загиналите във войните през 1912-1913 г. и 1915-1918 г.
- Гранички манастир „Свети Лука“. Граничкият манастир „Свети Лука“ е разположен в северното подножие на Осоговска планина, на около 2 км югозападно от селото. Манастирът е основан през Х в., многократно разрушаван от турците, възобновен през ХХ век (1948 г.). Манастирът „Свети Лука“ представлява комплекс от еднокорабна, едноапсидна и безкуполна църква, на западната фасада на която е долепена камбанария и жилищни сгради. Запазено е предание, че в манастира е пребивавал Св. Иван Рилски. В манастирския двор е построена чешма, посветена на тримата монаси Йоасаф, Давид и Теофан, родом от с. Граница. Манастирът е обявен за паметник на културата. Понастоящем е постоянно действащ.
- Средновековна крепост Граница. Останки от крепостта са запазени на около 4 км югозападно от селото, в близост до манастира „Свети Лука“ в местността „Градището“.
- Защитена местност „Вековна букова гора“. Вековната букова гора се намира в землището на с. Граница, на площ от 1,30 хектара, обявена е за защитена местност със Заповед No 420 от 14.11.1995 г.

## Религии
Село Граница принадлежи в църковно-административно отношение към Софийска епархия, архиерейско наместничество Кюстендил. Населението изповядва източното православие.

## Обществени институции
- Кметство Граница.
- Читалище „Просвета“ – действащо читалище, регистрирано под номер 218 в Министерство на културата на Република България. Дейности: клуб Традиция и съвременност; клуб Приятели на книгата; библиотека – 7500 тома.

## Личности
- Яков – кюстендилски болярин, прогонен от Велбъжд след превземането му от турците.
- Йоасаф, Давид и Теофан – синове на Яков, родом от с. Граница, възобновители и игумени на Рилския манастир.
- Йордан Георгиев, български революционер от ВМОРО, четник на Петър Ангелов[4]
- Шукерови, Хранови, Джоневи, Горчовски, Якимови, Ефендийски, Антови, потомци на синовете от болярина Яков.
- Павел Яначков (неизв.), опълченец
- Стефан Границки (1856 – 1910), учител и общественик, народен представител в IX народно събрание (1896 – 1899)
- Стоян Янев, български революционер от ВМОРО, четник на Ной Димитров[5]
- Харалампи Аничкин (30.1.1918 – 7.VI.1944), участник в антифашистката съпротива, партизанин, АБПФК.

## Спорт
Футболният отбор на селото се казва „Славия“ – Граница. Отборът е многократен първенец в селската група на Кюстендилска община.

## Редовни събития
Има ежегоден събор на който се колят овце и има курбан.
Празник на селото е първата събота на месец юни.

## Други
В селото се намира основната производствена мощност на „Винпром“ Кюстендил.
Единственото село в България, в което има Църква, Манастир и Винпром.

## Галерия
- Входът на селото от север
- Сградата на читалището
- Паметник на загиналите във войните
- Коритото на реката
- Паметникът на загиналите във войните и училището
- Типична къща в центъра на селото
- Границката къща
- Църквата „Свети Илия“